# Santa Claus Lane
Santa Claus Lane је први албум америчке певачице Хилари Даф, али не студијски (њен први студијски албум је Metamorphosis). Ово је божићни албум, односно садржи песме везане за Божић. Албум је дебитовао на 169. месту Америчке Билборд 200 листе и на листи се задржао 15 недеља, али није прешао 154. место. Албум је у САД издат поново 2003. године са бонус песмом What Christmas Should Be, која је коришћена у филму Што више то боље. На албуму се налазе и дуети са Кристином Милијан, Лил Ромеом и Хејли Даф. До децембра 2003. године је продато више од 500.000 копија.

## Списак песама
| #   | Назив | Трајање |
| --- | ----- | ------- |
| 1.  |       | 03:11   |
| 2.  |       | 02:42   |
| 3.  |       | 03:36   |
| 4.  |       | 04:02   |
| 5.  |       | 02:47   |
| 6.  |       | 03:18   |
| 7.  |       | 03:04   |
| 8.  |       | 03:40   |
| 9.  |       | 04:11   |
| 10. |       | 03:17   |
| 11. |       | 02:55   |

* Бонус песма када је 2003. албум поново издат.